# Ловац у житу
Ловац у житу или Ловац у ражи (енгл. The Catcher in the Rye) је роман из 1951. Џерома Дејвида Селинџера. Првобитно објављена за одрасле, књига је постала позната због тема тинејџерске збуњености, сексуалности, отуђености, језика и бунта. Преведена је на многе светске језике. Око 250.000 копија се прода сваке године, а укупна продаја је 65 милиона примјерака. Протагониста и антихерој, Холден Колфилд је постао икона тинејџ бунта. Налази се на листи 100 најбољих романа на енглеском језику написаних од 1923. године.
Овај роман је уврштен на листу 100 најбољих романа на енглеском језику написаних од 1923. године, магазина Тајм за 2005. годину, а Модерна библиотека и њени читаоци су га прогласили једним од 100 најбољих романа на енглеском језику 20. века. Године 2003. наведен је на 15. месту ББЦ-јеве анкете Велико читање.

## Ловац у житу
Изворног енглеског назива The Catcher in the Rye, америчког писца Џерома Дејвида Селинџера. Иако објављена 1951. године, књига и данас изазива многе контроверзе, посебно у Сједињеним Америчким Државама, где је била тринаеста по реду (на лествици) најоспораванијих књига у 90-има прошлога века, према Америчких библиотечком удружењу (енгл. ALA, American Library Association).
Њен протагонист, Холден Колфилд, постао је тинејџерском иконом гнева и љутње.
У књизи, 17-годишњи Холден Колфилд препричава своја искуства из пређашње године свога живота (када је имао 16 година). Холден је избачен из Пенсијеве припремне школе (приватна средња школа коју похађа), након што пада из свих предмета осим енглеског. Холден одлази у Њујорк Сити, планирајући да проведе пар дана у граду пре него што оде кући и обавести родитеље. Књига, писана у првом лицу, препричава та три дана проведена у Њујорку.
Књига заправо, од почетка, описује 72 сата у Холденову животу, од чега он 48 сати проводи скитајући се Њујорком након што је избачен из школе, у предбожићно време.

## Теме
Сам наслов књиге односи се на криво запамћен и изречен стих лирске песме Долазећи из жита (Comin’ through the Rye) Роберт Бернса: ако неко улови неког док кроз жито иде (gin a body meet a body/comin’ through the rye). Она је невина мисао изрођена из идеје да се заштите невини. Холден себе замишља како стоји у пољу жита у којем се играју деца. У његовој маштарији, на крају тога поља налази се провалија. Он би стајао у том пољу и пазио на децу која би се превише приближила рубу, и ухватио би их да не падну у провалију одраслих и зрелости. Како он каже, он би желио да буде „ловац у житу”. Ово је метафора за децу како губе своју чистоћу и невиност те одрастају и претварају се у преваранте које Холден толико презире.
У још једном примеру његовог порива да их заштити, Холден је био обесхрабрен свим оним „Јеби се” (Fuck you) графитима и натписима по Фобеиној школи да је осећао, колико год се он трудио обрисати их, толико дупло брже настају нови.
У књизи се такође обрађује тема претварања. Холден презире неистинитост и лажне намере, и кроз читаву књигу он разабире све преваранте на које наилази. Као тинејџер којег муче његови осећаји и неуспеси, Холден верује да сви познати и успешни људи на које наилази и који мисле да су сретни, су заправо или глупи или су незналице. Он не наилази на могућност да људи имају разлоге зашто се понекад понашају тако како се понашају. Он њих и даље назива преварантима, а његова процена људи је заправо у целости без икаквих правих разлога и доказа, тј. он се претвара да је он једини искрен и да види оно што је стварно и што остали не виде, само да би добио барем мален осећај правде.
Иронија књиге је у томе што је Холден једнако велик преварант као и остали људи што га окружују: он лаже, претвара се, даје неразумне и брзе закључке и претпоставке без икаквих правих доказа.
Још једна тема је и Холденова изолованост од друштва, коју је он заправо сам створио превише поједностављујући компликоване ствари, превише чинећи ствари уобичајенима у својим сусретима с људима и комуницирању. Он је идеалиста, осећајно незрео и неспособан да се прилагоди животу и реалности и последицама одрастања. Он себе сматра мучеником своје врсте, жртвом света, само да би оправдао своју изолованост и неспособност саосјећања и разумевања других.

## Стил
Иако је основна тема романа помало магличаста, Холденови саркастични коментари додају хумор. На пример, када Холден седи сам у Ернејевом бару коментар на то како се осећа гласио је: „Мало-помало почео сам се осећати као коњска стражњица, седећи онако потпуно сам.”

## Струја свести
Овим се начином приповедања послужио аутор. То би значило да нам протагонист прича догађаје у полу хронолошком следу, убацујући ту и тамо чињенице и мисли, како их се сети.

## Контроверзе
Ловац у житу је књига уроњена у многе контроверзе од дана издања. Главни разлози наведени у забрани ове књиге били су кориштење увредљивих речи (псовке и погрдни називи), предбрачни секс, злоупотреба алкохола те проституција. Према теоријама неких крајности и екстремних људи, књига је заправо оруђе ФБИ-а или ЦИА-а за управљање умовима.
Убица Џона Ленона, Марк Дејвид Чапман, носио је ову књигу када је ухапшен одмах након почињеног злодела.
Иако многи људи попут М.Д. Чапмана и Џона Хинклија млађег (атентатора на председника Регана) су имали ову књигу, ипак постоји логично и разумно објашњење за ове случајности: они се једноставно диве главном јунаку Холдену Колфилду. Кроз причу Холден је приказан као младеначки побуњеник који не прихвата и није прихваћен од стране својих вршњака. Из ове перспективе, особе попут Чапмана и Хинклиуја поистовјећују се с Холденом Колфилдом, особом која није схваћена и која није у стању схватити друге.
Стога се многи питају, да ли је Холден Колфилд стварно достојан титуле јунака. Ту долази веза са серијским убицама: они који су починили злодела, али не из пуке забаве и глупости, већ из разлога да уживају у слави у којој данас ужива Холден (иако је он само лик из фикције). Они сматрају да они заправо на тај начин отеловљују Холдена те му прискрбљују славу и прихватање које он заслужује.
Цитирајући Марка Дејвида Чапмана ово се и потврђује: „Желио сам само бити славан као и Џон Ленон.”

## Временски период
Ловац у житу, и његово временско раздобље смештено је у касним 1940-има до раних 1950-их, што је око времена када је и роман написан. Смрт Холденовог брата Алиеја догодила се 18. јула 1946, када је Холден имао само 13 година. Стога се сматра да се прича догађа у децембру 1949, а испричана у лето 1950. године. Ово потврђује и чињеница да је Божић 1949. пао на суботу, стога два Холденова дана проведена у Њујорку би одговарала датумима 18. и 19. децембра (када би то било недељу после, други дан Холденовог „луњања” би био Божић, а када би то било недељу дана раније, Холденова школа би пуштала своје ђаке две недеље раније на божићне празнике).

## Цитати
„Сигуран сам да у животу нисте видели већег лажљивца од мене. Управо је страшно колико лажем. Кад, на пример, изађем на улицу да негде на првом киоску купим новине, а неко ме упита камо идем, у стању сам одговорити да идем на оперу. То је ужасно.”
„Спавао сам у гаражи оне ноћи кад је умро и поразбијао сам голом шаком све оне проклете прозоре, онако, из чиста беса. Покушавао сам чак поразбијати прозоре теренског возила које смо имали тог лета, али ми је шака већ била сломљена и свакаква, па ми то није успело. Било је веома глупо учинити тако нешто, признајем, али тада готово уопште нисам знао шта чиним, а ви осим тога нисте познавали Елија. Шака ме још увек понекад боли, кад пада киша, и те ствари, и нисам у стању поштено стиснути шаку – чврсто, мислим – али, све у свему, не узрујавам се због тога посебно. Хоћу рећи знам да нећу бити никакав проклети хирург нити виолинист, уосталом, било што.”
„Плесати са старом Марти било је исто као и вући кип слободе за собом по поду.”
„Човек не мора имати сексуалне односе с неком девојком да би је упознао.”
„Не сећам се баш тачно како се звала песма коју је свирао кад сам ушао, али ма што да је било, он је то заиста до краја упрскао. Ударао је све могуће глупе ексхибиционистичке коврчице у високе ноте и масу других заврзлама, цака и штосова, од којих редовно добијам пролив.”
„Ако постоји реч коју мрзим, онда је то моћно! Како лажно звучи!”
„Боже како волим кад су клинци фини и уљудни кад им помогнете да причврсте котураљке или тако нешто. А клинци већином то и јесу. Заиста јесу.”
„Одређене ствари би требале остати какве јесу. Човек би требао имати могућности да их затвори у једну од оних стаклених витрина и да их остави да стоје.”
„Требао бих једном отићи у неку школу за дечаке. Покушај једном - рекао сам. - Пуне су умишљених мајмуна и човек у њима не ради ништа друго него треба да научи тек толико да буде довољно проницљив па да може једног дана купити неки проклети кадилак, и мора се без престанка претварати како му није свеједно што је његова фудбалска екипа изгубила, и што ради, прича о мачкама и пићу и сексу целог дана, а сви су подељени у оне одвратне мале проклете групе! Младићи који играју кошарку, то је једна група, католици су исто једна група, проклети интелектуалци су опет једна група, момци који играју бриџ су једна група, чак и младићи који су чланови оног проклетог Клуба књиге месеца, и они су једна група.”